# Сычёв, Александр Иванович (Герой Советского Союза)
Александр Иванович Сычёв (1 (14) июня 1903 — 6 февраля 1978) — командир 329-го отдельного инженерного батальона 7-й гвардейской армии Степного фронта, майор. Герой Советского Союза.

## Биография
Родился 1 (14) июня 1903 года в городе Харьков (Украина). В 1932 году окончил инженерно-экономический институт. Работал инженером-экономистом.
В составе Красной Армии в 1920—1924 годах участвовал в Гражданской войне, а также служил с 1939 года. На фронте в Великую Отечественную войну с июля 1941 года.
При форсировании реки Днепр 25 сентября 1943 года у села Бородаевка Верхнеднепровского района Днепропетровской области Украины обеспечил переправу десанта на подручных средствах и захваченных у гитлеровцев рыбацких лодках. 26 октября 1943 года за образцовое выполнение боевых заданий командования на фронте борьбы с немецко-фашистскими захватчиками и проявленные при этом мужество и героизм майору Сычёву Александру Ивановичу присвоено звание Героя Советского Союза с вручением ордена Ленина и медали «Золотая Звезда».
После войны продолжал службу. С 1955 года полковник Сычёв в запасе. Скончался 6 февраля 1978 года.